# Patricia Spratlen
Patricia Maria Spratlen, nach Heirat Patricia Maria Etem (* 14. März 1956 in Columbus, Ohio), ist eine ehemalige Ruderin aus den Vereinigten Staaten. Sie war mit dem Achter der Vereinigten Staaten Weltmeisterschaftsdritte 1979 sowie Weltmeisterschaftszweite 1981 und 1983.

## Sportliche Karriere
Die 1,72 m große Patricia Spratlen ruderte für die California Golden Bears, das Sportteam der University of California, Berkeley.
Bei den Weltmeisterschaften 1979 belegte der Achter den dritten Platz hinter den Booten aus der Sowjetunion und aus der DDR in der Besetzung Carol Brown, Carol Bower, Susan Tuttle, Jeanne Flanagan, Patricia Brink, Patricia Spratlen, Janet Harville, Mary O’Connor und Steuerfrau Hollis Hatton. 1980 gehörte Patricia Spratlen zum US-Team, das bei den Olympischen Spielen in Moskau wegen des Olympiaboykotts nicht starten durfte.
1981 gewann der Achter bei den Weltmeisterschaften die Silbermedaille hinter dem sowjetischen Großboot in der Besetzung Carol Bower, Carol Brown, Jeanne Flanagan, Patricia Spratlen, Kristine Norelius, Carolyn Graves, Elizabeth Hills-O’Leary, Elizabeth Miles und Steuerfrau Valerie McClain-Ward. Auch bei den Weltmeisterschaften 1983 siegte der sowjetische Achter vor dem US-Achter, der diesmal mit Kristen Thorsness, Patricia Spratlen, Shyril O’Steen, Carolyn Graves, Carol Bower, Kristine Norelius, Janet Harville, Harriet Metcalf und Steuerfrau Valerie McClain-Ward antrat. Abigail Peck, Patricia Spratlen, Janet Harville, Elizabeth Miles und Valerie McClain-Ward ruderten bei den Olympischen Spielen 1984 im Vierer mit Steuerfrau und belegten den vierten Platz mit 0,29 Sekunden Rückstand auf die drittplatzierten Australierinnen.